# Del Monte Foods
Productos Del Monte (Del Monte Foods en inglés), es una productora y distribuidora de alimentos estadounidense con sede en Walnut Creek (California), Estados Unidos.

## Historia

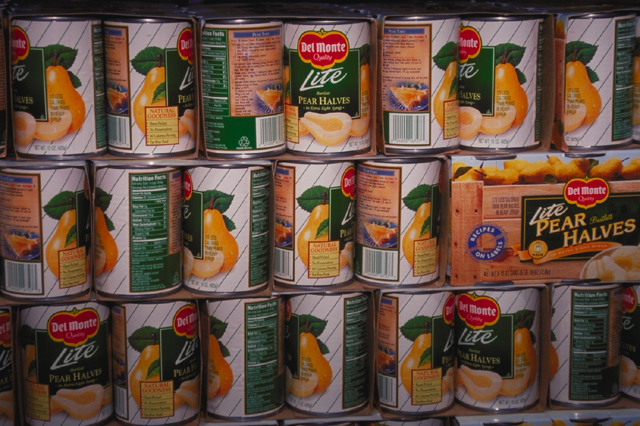
Fruta enlatada Del Monte.

En 1880, tras la fundación de un  lujoso y conocido hotel de California llamado Del Monte, un productor de café de Oakland utiliza esa marca como reclamo publicitario. A lo largo de los siguientes años múltiples productores utilizaron esa marca comercial.
En 1899, los 18 más grandes enlatadores del estado se fusionaron bajo el nombre de California Fruit Canners Association (Asociación de Enlatadores de Fruta de California). En 1916 la CFCA añadió dos enlatadores más y una casa de corretaje de alimentos, incorporándose a sí misma como California Corporation, o Calpak, y comenzó a comercializar sus productos bajo la marca Del Monte. La nueva corporación creció al punto de operar 60 enlatadoras, algunas en Washington, Oregón, Idaho, Utah y Alaska. En 1917 adquirió tierra para el cultivo de piña y una enlatadora en Hawái y en 1920, sumó enlatadoras en Florida y en el Medio Oeste de Estados Unidos, así como en las Filipinas. Después de la Segunda Guerra Mundial más instalaciones fueron construidas o adquiridas en el exterior. Estas operaciones multinacionales efectuadas bajo el nombre de California Corporation fueron obsoletas, y en 1967 el nombre de Del Monte Corporation fue aprobado. 
En 1979, Del Monte (con sede en San Francisco) se fusionó en RJ Reynolds Industries, Inc (más tarde RJR Nabisco, Inc.) Diez años más tarde el negocio de fruta fresca fue vendido y rebautizado Productos Frescos del Monte; aunque ya no afiliada a Del Monte Foods, que continuo con el mercado de piñas, plátanos, y otros productos bajo la etiqueta de Del Monte. Cabe señalar que Del Monte Foods mantuvo la licencia de la marca Del Monte para Productos Frescos del Monte. RJR Nabisco vendió el resto de las divisiones de procesamiento de alimentos, conocido como Del Monte Foods, a inversionistas privados en 1989. Del Monte Foods de nuevo se convirtió en una sociedad con cotización en el mercado de la bolsa de valores en 1999 y en 2002] la empresa compró varias marcas de alimentos del gigante de Estados Unidos Heinz en una transacción de todas las existencias que dejaron a los accionistas de Heinz con el 74.5% de Del Monte y a Del Monte y sus accionistas con el 25.5% de la compañía, la cual casi se triplicó. Hoy en día los productos de Del Monte incluyen frutas enlatadas y vegetales, botanas de fruta, atún, y comida para mascotas Del Monte, Contadina, y StarKist Tuna. 

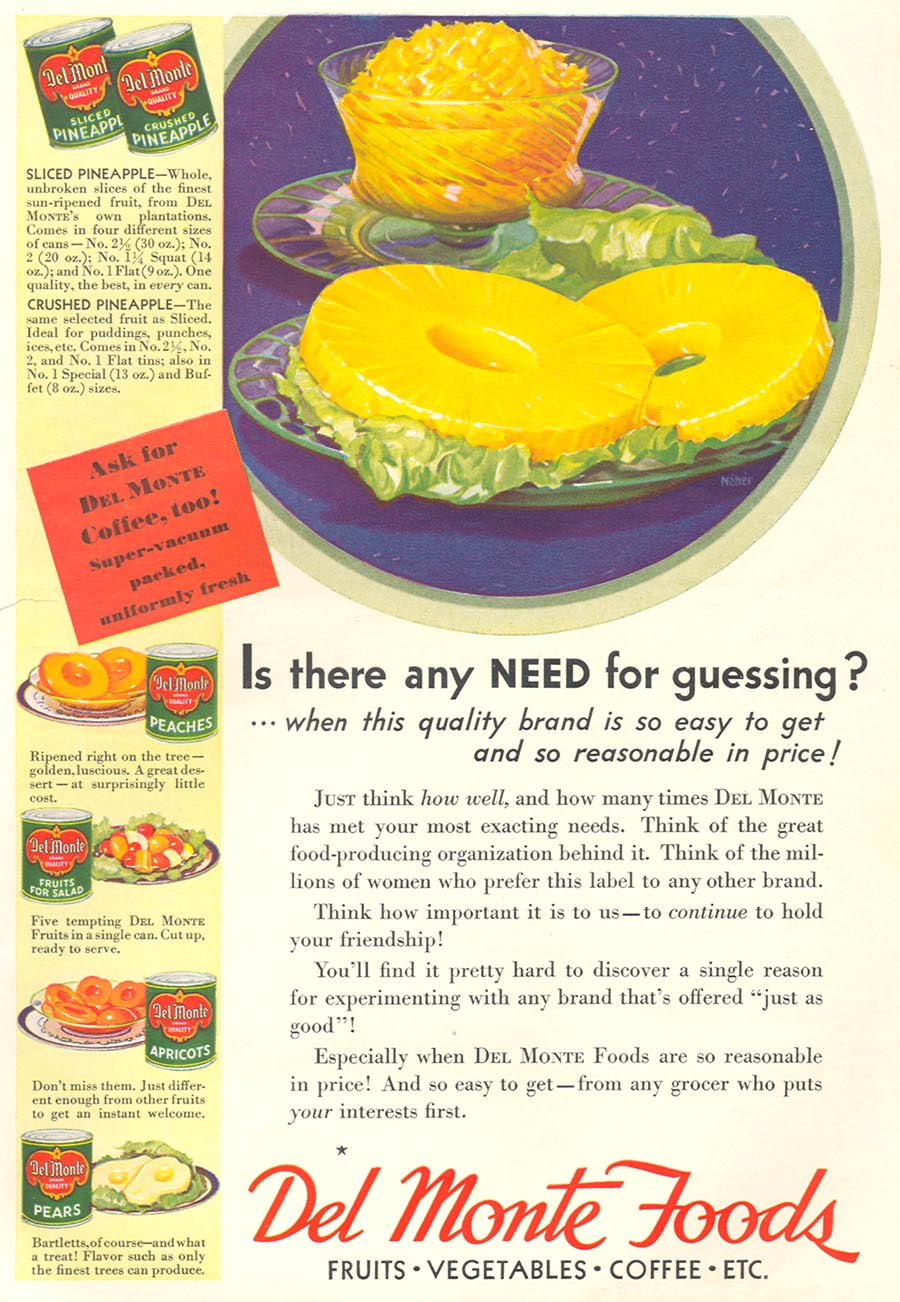
Anuncio publicitario de 1932 informando sobre la variedad de frutas enlatadas.

Hay varias marcas de Del Monte por todo el mundo. Kraft Foods tiene la marca del jugo/zumo de las bebidas en Canadá, mientras que CanGro ocupa la sección de productos enlatados, y Nestlé mantiene la de alimentos congelados en ese país. Del Monte Foods mantiene la marca en Norteamérica (excepto en Canadá), Centro y Sudamérica. Productos Frescos Del Monte mantiene la licencia de la marca Del Monte en Europa, África, y Medio Oriente. La sucursal asiática tiene los derechos en Asia excepto en Filipinas y el subcontinente indio y Oceanía. Del Monte Asia es propiedad de Kikkoman. Del Monte Pacific mantiene la marca en Filipinas y el subcontinente indio. Estas empresas se facilitan mutuamente la fruta y obtuvieron su licencia directamente de Del Monte Foods.  Del Monte Asia tiene una plantación en Tailandia. Ahora, el más grande productor de piña del mundo, Del Monte Pacífic tiene una plantación en Filipinas. Del Monte Foods.
Del Monte vendió su negocio de sopa para la alimentación de infantes en abril del 2006 a Bay Valley Foods.
Del Monte Foods compró Meow Mix en mayo del 2006, y poco después adquirió Milk-Bone de Kraft Foods.
El 18 de noviembre del 2006, dos años antes de la fecha de finalización planteada para el 2008, Del Monte cerró su plantación de Hawái, dejando a más de 550 trabajadores sin empleo debido a una reestructuración de la empresa.
En el 2007, Del Monte anunció una retirada de varias de sus marcas de alimentos para animales de compañía debido a la Ley para mascotas del 2007.
En junio de 2008, Del Monte anunció que venderían su división de alimentos de marisco, StarKist, a la Dongwon Enterprise Company de Corea del Sur. Dongwon estará comprando el negocio por $363 millones de dólares. Del Monte recalcó que StarKist no es más una empresa redituable y que estarán concentrados en alimento para mascotas y en otros productos.

## Crítica
Del Monte es una de las tres grandes empresas de frutas citadas en cuanto a la explotación de los trabajadores en naciones en desarrollo. En 1974 fue una de las tres empresas estadounidenses enfrentadas a la recientemente creada Unión de Países Exportadores de Banano, junto a United Brands Company y Standard Fruit.